# Покровський Костянтин Доримедонтович
Костянтин Доримедонтович Покровський (11 (23) травня 1868, Нижній Новгород — 5 листопада 1944, Київ) — російський і український астороном, фахівець з зослідження комет. Директор Тартуської обсерваторії (1908—1915) та Одеської обсерваторії (1934—1944), заступник директора Пулковської обсерваторії (1930—1932), ректор Пермського університету (1916—1918), член-кореспондент Академії наук СРСР (1927). Керував Одеською обсерваторією під час окупації Одеси, невдовзі після звільнення міста радянськими військами був заарештований і помер в ув'язненні.

## Біографія
Костянтин Доримедонтович Покровський народився у 1868 року в Нижньому Новгороді в родині священика. У 1887 році Костянтин Покровський закінчив Нижньогородську класичну гімназію, того ж року вступив на фізико-математичне відділення Московського університету, якій закінчив в 1891 році. Того ж року став до роботи на посаді позаштатного асистента Астрономічної обсерваторії цього університету. В 1890—1895 роках завідував невеликою приватною обсерваторією Ф. Швабе.
З 1895 року — астроном-спостерігач в обсерваторії Юр'ївського університету (нині Тартуський університет, Естонія). У 1902 році захистив магістерську дисертацію на тему: «Походження періодичних комет. Залучення комет у члени Сонячної системи» (Происхождение периодических комет. Завлечение комет в члены Солнечной системы). 1908 року став директором обсерваторії Юр'ївського університету (нині Тартуський університет, Естонія). 1915 року Покровському було присуджено науковий ступінь доктора астрономії, він став професором Юр'ївського університету.
В 1916—1918 роках працював ректором в Пермському університеті, а з 1917 року — також професором в цьому університеті. В 1919—1920 роках викладав в Томському університеті.
Повернувшись до Москви, читав лекції на геодезичному факультеті Московського межового інституту. Потім викладав в Ленінградському гірничому інституті, продовжував роботу в Пулковської обсерваторії. З вересня 1920 року — старший астроном Пулковської обсерваторії. У січні 1927 року був обраний членом-кореспондентом АН СРСР. В 1930—1932 роках працював заступником директора Пулковської обсерваторії.
В 1934—1944 роках був директором Астрономічної обсерваторії Одеського університету. Одночасно в 1937—1938 роках був деканом фізико-математичного факультету Одеського університету. З 1940 року був головою комісії за створення планетаріїв в Україні при Академії наук УРСР.
У 1941 році Покровський залишився в окупованій Одесі через вік і через хворобу дружини. Викладав у відкритому університеті Трансністрії, продовжував завідувати астрономічною обсерваторією, головне — рятував Одеську обсерваторію від розграбування, зберіг всі прилади й матеріали. Саме завдяки йому, після звільнення Одеси радянськими віськами, обсерваторія відразу ж змогла почати свою роботу.
Однак у травні 1944 року Покровський був заарештований як «зрадник батьківщини». У постанові на арешт було вказано, що в період окупації Одеси Покровським в Інституті антикомуністичної пропаганди була прочитана лекція «Розгром більшовиками Пулковської обсерваторії», а також опубліковані статті в окупаційних газетах, одна зі статей називалась «Комети». Звинувачували Покровського також і в тому, що він був у складі делегації інтелігенції Одеси, яка була прийнята міським головою у 1941 році. На допитах Покровський своєї провини у державній зраді не визнавав, а лекцію назвав об'єктивною.
Допити тривали півроку, і здоров'я 76-річного професора не витримало. Костянтин Покровський помер 5 листопада 1944 року по дорозі до суду в Києві. Реабілітований посмертно 27 липня 1993 року.

## Наукова діяльність
Галузь наукових інтересів Покровського — комети. Понад 100 його публікацій у вітчизняних та зарубіжних журналах присвячено вивченню ряду комет і планет, зв'язку комет з метеорними потоками, фізичному поясненню руху матерії в хвостах комет. За його знімками у 1913 році Григорій Неуймін першим в Російській імперії відкрив комету.
Покровський розробив методи небесної механіки для визначення орбіт хмарних утворень у хвостах комет.
Він був активним педагогом і популяризатором астрономічних знань, викладав астрономію в різних навчальних закладах. Читав науково-популярні лекції в багатьох містах країни. У Юр'єві під його керівництвом будувалася нова будівля обсерваторії, купувалися нові інструменти, організовувались експедиції для спостереження затемнення Сонця.
У Пулковській обсерваторії Покровський проводив на 15-дюймовому рефракторі спостереження комет, малих планет, подвійних зір.
Під його керівництвом в Одеському університеті було відновлено кафедру астрономії і відкрито аспірантуру при ній. В 1934—1944, коли він був директором Астрономічної обсерваторії Одеського університету, в обсерваторії проводилися спостереження подвійних зір з метою вивчення законів їх руху, вивчалися зв'язки метеорів з їх батьківськими кометами, проводилися дослідження Сонця в основному за даними спостережень затемнень, спектрофотометрія зір. До початку війни Покровському вдалося видати два томи праць одеських астрономів.
Покровський займався спостереженнями покриття зір Місяцем, досліджував рух полюса Землі, рух великих та малих планет тощо.

## Праці
- Путеводитель по небу: практическое руководство / К. Д. Покровский. — М., 1894. СПб. : Изд-во т-ва А. Ф. Маркс, 1897. — 294 с.
- Попытки изменения формулы Ньютона для закона всемирного тяготения / К. Д. Покровский // Изв. Русского астроном. о-ва. — СПб., 1898.
- Лекция / К. Д. Покровский // Нижегородский листок. — 1900. — № 19.
- Успехи астрономии в 19 столетии / К. Д. Покровский. — СПб. : Изд-во. ред. журн. «Образование», 1902. — 276 с.
- Происхождение периодических комет / К. Д. Покровский. — М., 1902.
- Звёздный атлас / К. Д. Покровский. — СПб. : Изд-во т-ва А. Ф. Маркс, 1905.
- Образование миров / К. Д. Покровский. Одесса: Matezis, 1908. — 227 c.
- Курс космографии: для средних учеб. заведений / К. Д. Покровский. — Киев: Изд- во Пироговского т-ва, 1908. — 176 с. ; 1915. — 211 c.
- Краткий учебник космографии / К. Д. Покровский. — Киев: Изд-во Пироговского т-ва, 1911. — 112 с.
- О наблюдениях падающих звёзд / К. Д. Покровский // Природа. — 1912. — № 1. — С. 7−24.
- Новейшие успехи астрономии / К. Д. Покровский. — СПб. : Изд-во П. П. Сойкина, 1914. — 82 с.
- Строение хвоста кометы 1910 I / К. Д. Покровский // Ученые записки Императорского Юрьевского ун-та. — 1915. — № 10. — С. I—VIII,  1-76.
- Курс практической астрономии / К. Д. Покровский. — Л.; М. : ГТТИ, 1932. — 217 с.
- Пулковская обсерватория / К. Д. Покровский. — Л.; М. : ГТТИ, 1933. — 18 с.
- Бредихин Ф. А. О хвостах комет / Ф. А. Бредихин ; под общ. ред. К. Д. Покровского. — Л.; М. : ГТТИ, 1934. — 283 с. — (Классики естествознания)
- Столетие Пулковской обсерватории / К. Д. Покровский. — Одесса: тип. им. Ленина, 1941. — 11 с.